# Sabah Futbol Klubu
Il Sabah Futbol Klubu, meglio noto come Sabah, è una società calcistica azera con sede nella città di Baku.
È detentore attuale della Coppa d'Azerbaigian, dopo aver battuto il Qarabağ nell'ultima edizione; in Europa vanta due partecipazioni alla UEFA Conference League, e nell'annata 2025-26 parteciperà per la prima volta in Europa League.

## Storia
Fondato nel 2017 sotto Arif Asadov, si è iscritto alla Birinci Divizionu, secondo livello del campionato di calcio azero. Il campionato di Serie B azera 2027-18 si concluse con un quinto posto, ma la squadra ottenne la promozione dopo che il Xəzər Bakı, vincitore del campionato, non riuscì a ottenere la licenza della promozione, che fu poi rifiutata dalle successive Qaradağ, AZAL e MOİK Baku.
La prima stagione del club in Premyer Liqası si concluse con un settimo posto che valse il salvataggio dalla retrocessione. Il 16 settembre 2019, Elshad Ahmadov si ritirò dal club dopo una stagione, sostituito ad interim da Igor Ponomaryov e poi da Željko Sopić per la stagione 2019-20, conclusasi al sesto posto.
Le stagioni successive videro il Sabah finire quinto, nonostante due cambi di panchina avvicendati in due anni: il russo Murad Musayev, che aveva guidato il club a fine stagione 21-22, guidò il club fino al 1° febbraio 2024, ottenendo anche un secondo posto nella stagione 22-23. Il suo sostituto, il croato Krunoslav Rendulić, fece concludere al club la stagione 23-24 al terzo posto; durante i primi mesi della successiva annata 24-25, lo sostituì il russo Vasili Berezutski. Sotto la sua guida, il club finì al quinto posto in campionato, ma ottenne anche un'inattesa vittoria alla coppa d'Azerbaigian, dove batté in finale lo strafavorito Qarabağ per 3-2 ai supplementari, che valse la qualificazione all'UEFA Europa League 2025-2026.
In campo europeo, il club esordì nel 2023-2024 tramite la Conference League: battuti i lettoni del RFS Riga per 4-1 al secondo turno di qualificazione (2-1 in casa, 2-0 in trasferta), al successivo dovettero affrontare i serbi del Partizan. La partita in casa finì per 2-0 contro i capitolini azeri, ma i belgradesi rifilarono in trasferta lo stesso risultato; il 2-2 finale ai supplementari portarono a una lotteria ai rigori che arrise ai serbi.
Nella Conference League successiva il Sabah parte di nuovo dal secondo turno di qualificazione, e stavolta deve affrontare gli israeliti del Maccabi Haifa: la partita di andata finisce per 3-0 per gli azeri, ma quella di ritorno, svoltasi tra le mura di Baku, finisce con un rocambolesco 6-3 a favore del Maccabi; stavolta la lotteria ai rigori conseguente al 6-6 finale ai supplementari arride ai capitolini azeri per 3-2. Al terzo turno, gli irlandesi del St Patrick's battono però il Sabah per 2-0 (1-0 sia all'andata che al ritorno).

## Statistiche e record

### Statistiche nelle competizioni UEFA
Tabella aggiornata alla fine della stagione 2024-2025.
| Competizione           | Partecipazioni | G | V | N | P | RF | RS |
| ---------------------- | -------------- | - | - | - | - | -- | -- |
| UEFA Conference League | 2              | 8 | 4 | 0 | 4 | 12 | 11 |

## Palmarès

### Competizioni nazionali
- Coppa d'Azerbaigian: 1

2024-2025

### Altri piazzamenti
- Campionato azero:

Secondo posto: 2022-2023
Terzo posto: 2023-2024

## Organico

### Rosa 2023-2024
Aggiornata al 18 agosto 2023.
| N. |                                 | Ruolo | Calciatore         |
| -- | ------------------------------- | ----- | ------------------ |
| 1  | Azerbaigian (bandiera)          | P     | Yusif İmanov       |
| 2  | Azerbaigian (bandiera)          | D     | Amin Seydiyev      |
| 3  | Spagna (bandiera)               | D     | Jon Irazábal       |
| 4  | Azerbaigian (bandiera)          | C     | Elvin Camalov      |
| 5  | Azerbaigian (bandiera)          | D     | Rahman Dashdamirov |
| 6  | Azerbaigian (bandiera)          | D     | Shakir Seyidov     |
| 7  | Bosnia ed Erzegovina (bandiera) | D     | Bojan Letić        |
| 8  | Russia (bandiera)               | C     | Ajaz Guliev        |
| 9  | Azerbaigian (bandiera)          | C     | Anatolij Nurijev   |
| 10 | Azerbaigian (bandiera)          | C     | Aleksej Isaev      |
| 11 | Spagna (bandiera)               | C     | Cristian Ceballos  |
| 12 | Lussemburgo (bandiera)          | C     | Vincent Thill      |
| 15 | Brasile (bandiera)              | C     | Christian          |
| 16 | Azerbaigian (bandiera)          | P     | Rüstam Samiqullin  |

| N. |                        | Ruolo | Calciatore        |
| -- | ---------------------- | ----- | ----------------- |
| 17 | Azerbaigian (bandiera) | D     | Tellur Mütəllimov |
| 18 | Georgia (bandiera)     | A     | Davit Volk'ovi    |
| 19 | Nigeria (bandiera)     | D     | Emmanuel Apeh     |
| 21 | Azerbaigian (bandiera) | C     | Ildar Alekperov   |
| 22 | Azerbaigian (bandiera) | C     | Seymur Mammadov   |
| 24 | Marocco (bandiera)     | D     | Marouane Hadhoudi |
| 27 | Curaçao (bandiera)     | C     | Jearl Margaritha  |
| 29 | Azerbaigian (bandiera) | C     | Ceyhun Nuriyev    |
| 33 | Azerbaigian (bandiera) | A     | Jamal Jafarov     |
| 44 | Marocco (bandiera)     | D     | Sofian Chakla     |
| 55 | Azerbaigian (bandiera) | P     | Nijat Mehbaliyev  |
| 77 | Azerbaigian (bandiera) | C     | Namiq Ələsgərov   |
| 99 | Brasile (bandiera)     | D     | Higor Gabriel     |